# Champignonnières d'Etampes
Champignonnières d'Etampes este o arie protejată (sit de importanță comunitară — SCI) din Franța întinsă pe o suprafață de 0,02 ha, integral pe uscat.

## Localizare
Centrul sitului Champignonnières d'Etampes este situat la coordonatele 48°25′49″N 2°10′53″E / 48.43028°N 2.18139°E.

## Înființare
Situl Champignonnières d'Etampes a fost declarat arie specială de conservare în baza directivei 92/43 din 1992 referitoare la conservarea habitatelor naturale și a faunei și florei sălbatice pentru a proteja 3 specii de animale.

## Biodiversitate
Situată în ecoregiunea atlantică, aria protejată conține 1 habitat natural: Peșteri inaccesibile publicului.
La baza desemnării sitului se află mai multe specii protejate de  mamifere (3): liliac cu urechi mari (Myotis bechsteinii), liliac cărămiziu (Myotis emarginatus), liliac comun (Myotis myotis).
Pe lângă speciile protejate, pe teritoriul sitului au mai fost identificate 3 specii de mamifere.